# I liga argentyńska w piłce nożnej (1896)
Mistrzem Argentyny w roku 1896 został klub Lomas Academy Buenos Aires, a wicemistrzem Argentyny klub Flores Athletic Buenos Aires.
30 kwietnia 1896 roku gazeta Buenos Aires Herald doniosła o zmianie nazwy klubu Saint Lawrence A. C. na Belgrano AC.
17 sierpnia 1896 roku założony został nowy klub Belgrano AC jako połączenie starego klubu o tej samej nazwie Belgrano AC z klubem Buenos Aires i klubem Rosario Railway Athletic Club.
Mistrz Argentyny Lomas Academy Buenos Aires dołączony został do klubu Lomas Athletic Buenos Aires. Klub Retiro Athletic Buenos Aires stracił prawo gry w I lidze. Do ligi awansowały 4 drużyny –
Lanús Athletic Buenos Aires, Palermo Athletic Buenos Aires, Belgrano AC B (drugi zespół klubu Belgrano AC) oraz CA Banfield, co spowodowało, że liga powiększyła się z 5 do 7 zespołów.

## Primera División

### Kolejka 1
| Data         | Mecz                                                            |
| ------------ | --------------------------------------------------------------- |
| 10 maja 1896 | Flores Athletic Buenos Aires – Retiro Athletic Buenos Aires 4:2 |
| 10 maja 1896 | Lomas Athletic Buenos Aires – Belgrano AC 3:0                   |

### Kolejka 2
| Data         | Mecz                                           |
| ------------ | ---------------------------------------------- |
| 17 maja 1896 | Belgrano AC – Retiro Athletic Buenos Aires 2:2 |

### Kolejka 3
| Data         | Mecz                                                         |
| ------------ | ------------------------------------------------------------ |
| 25 maja 1896 | Lomas Academy Buenos Aires – Lomas Athletic Buenos Aires 1:0 |
| 25 maja 1896 | Flores Athletic Buenos Aires – Belgrano AC 0:1               |

### Kolejka 4
| Data         | Mecz                                                           |
| ------------ | -------------------------------------------------------------- |
| 31 maja 1896 | Retiro Athletic Buenos Aires – Lomas Athletic Buenos Aires 1:5 |

### Kolejka 5
| Data           | Mecz                                                          |
| -------------- | ------------------------------------------------------------- |
| 4 czerwca 1896 | Flores Athletic Buenos Aires – Lomas Academy Buenos Aires 4:1 |

### Kolejka 6
| Data            | Mecz                                                          |
| --------------- | ------------------------------------------------------------- |
| 13 czerwca 1896 | Retiro Athletic Buenos Aires – Lomas Academy Buenos Aires 1:2 |

### Kolejka 7
| Data            | Mecz                                                           |
| --------------- | -------------------------------------------------------------- |
| 21 czerwca 1896 | Flores Athletic Buenos Aires – Lomas Athletic Buenos Aires 4:0 |

### Kolejka 8
| Data            | Mecz                                         |
| --------------- | -------------------------------------------- |
| 24 czerwca 1896 | Lomas Academy Buenos Aires – Belgrano AC 6:1 |

### Kolejka 9
| Data            | Mecz                                                            |
| --------------- | --------------------------------------------------------------- |
| 29 czerwca 1896 | Retiro Athletic Buenos Aires – Flores Athletic Buenos Aires 0:1 |
| 29 czerwca 1896 | Lomas Athletic Buenos Aires – Lomas Academy Buenos Aires 0:2    |

### Kolejka 10
| Data         | Mecz |
| ------------ | --- |
| 9 lipca 1896 | Lomas Academy Buenos Aires – Flores Athletic Buenos Aires 2:1 mecz rozegrany został na stadionie klubu Lomas Athletic Buenos Aires |

### Kolejka 11
| Data          | Mecz |
| ------------- | --- |
| 11 lipca 1896 | Lomas Academy Buenos Aires – Retiro Athletic Buenos Aires 4:0 Lomas Academy: J. McKechnie – Joe E. Wright, Walter Buchanan, L. Jacobs, R. N. Clark, Italo Nobili, John J. Bridge, Luis Nobili (Walter Stirling), William Leslie, William Stirling, G. E. Leslie. Retiro Athletic Club: W. Brown – J. Murphy, J. Pendergast, J. Dunn, J. Holmes, J. H. Talbot, F. Clark, W. Tracey, H. Monroe, W. Brunt, J. Grindrod. |

### Kolejka 12
| Data                         | Mecz |
| ---------------------------- | --- |
| 13 lipca 1896 data nieperwna | Belgrano AC – Lomas Athletic Buenos Aires 2:2 mecz rozegrany został na stadionie Belgrano Polo Ground D. Gibson s, H. Rugeroni – ?, C. Comber |

### Kolejka 13
| Data            | Mecz                                                           |
| --------------- | -------------------------------------------------------------- |
| 26 lipca 1896   | Belgrano AC – Flores Athletic Buenos Aires 0:2                 |
| 9 sierpnia 1896 | Lomas Athletic Buenos Aires – Retiro Athletic Buenos Aires 4:0 |

### Kolejka 14
| Data            | Mecz                                           |
| --------------- | ---------------------------------------------- |
| 2 sierpnia 1896 | Retiro Athletic Buenos Aires – Belgrano AC 0:1 |

### Kolejka 15
| Data             | Mecz                                         |
| ---------------- | -------------------------------------------- |
| 15 sierpnia 1896 | Belgrano AC – Lomas Academy Buenos Aires 3:0 |

### Kolejka 16
| Data         | Mecz                                                           |
| ------------ | -------------------------------------------------------------- |
| 5 lipca 1896 | Lomas Athletic Buenos Aires – Flores Athletic Buenos Aires 2:1 |

### Końcowa tabela sezonu 1896
| Poz | Klub                         | Mecze | Zw | Rem | Por | Pkt | BrZd | BrStr |
| --- | ---------------------------- | ----- | -- | --- | --- | --- | ---- | ----- |
| 1   | Lomas Academy Buenos Aires   | 8     | 6  | 0   | 2   | 12  | 18   | 10    |
| 2   | Flores Athletic Buenos Aires | 8     | 5  | 0   | 3   | 10  | 17   | 8     |
| 3   | Lomas Athletic Buenos Aires  | 8     | 4  | 1   | 3   | 9   | 16   | 11    |
| 4   | Belgrano AC                  | 8     | 3  | 2   | 3   | 8   | 10   | 15    |
| 5   | Retiro Athletic Buenos Aires | 8     | 0  | 1   | 7   | 1   | 6    | 23    |